# Fattore iperpolarizzante di derivazione endoteliale
Il Fattore iperpolarizzante di derivazione endoteliale, con sigla EDHF (dall'inglese Endothelium-derived hyperpolarizing factor), si riferisce a un composto chimico sconosciuto, secreto dalle cellule endoteliali, che è in grado di determinare vasodilatazione dovuta al rilassamento della muscolatura liscia dei vasi sanguigni. Questa vasodilatazione non è né stimolata, né correlata con l'ossido nitrico o con la prostaciclina, noti vasodilatatori, ma risponde all'azione di stimolo degli agonisti endoteliali quali bradichinina e acetilcolina. 
I metaboliti endoteliali della 15-lipossigenasi (15-LO) sembrano essere dei candidati riconosciuti come il Fattore iperpolarizzante di derivazione endoteliale (EDHF); anche perché, l'ipossia, l'ipercolesterolemia, l'aterosclerosi, l'anemia, gli estrogeni, le interleuchine, ed eventualmente altri ormoni aumentano l'espressione e la sintesi della 15-LO.

## Chimica
L'identità chimica del fattore (fattori) non è stata determinata, le ipotesi sono diverse, secondo alcuni l'EDHF potrebbe essere lo stesso K+ ione. 
Secondo altri potrebbe essere un endocannabinoide (anandamide) che attiverebbe il recettore CB1 con meccanismi non endotelio dipendenti.
Secondo altri autori, ancora, gli EDHF sono dei derivati dell'acido arachidonico formati per epossidazione di uno qualsiasi dei quattro doppi legami dello scheletro carbonioso dell'acido arachidonico grazie dagli enzimi epossigenasi del  citocromo P450.
Altri autori ancora indicano suggeriscono che l'H202 (perossido di idrogeno) funzionerebbe da EDHF in alcuni distretti corporei.

## Fisiologia
Normalmente la secrezione di ossido nitrico o di prostaciclina da parte delle cellule endoteliali provoca il rilassamento delle cellule muscolari dei vasi sanguigni che risulta nella vasodilatazione. 
Tuttavia in esperimenti dove la produzione di entrambe le molecole era stata sperimentalmente inibita, le arteriole continuavano a dilatarsi a seguito della stimolazione dell'acetilcolina o della bradichinina, facendo aumentare il flusso sanguigno. Poiché questa dilatazione viene inibita da ioni potassio, si suppone che in questo sistema la vasodilatazione dipenda dalla iperpolarizzazione delle cellule muscolari. Si ritiene infatti che questa molecola (o questo gruppo di molecole) sconosciuta (chiamata in seguito EDHF) sia in grado di aprire i canali ionici.
La rimozione dall'endotelio, degli inibitori dei canali del K+ e degli inibitori delle gap junction riuscirebbe ad inibire significativamente la vasocostrizione tempo-dipendente indotta dalla metoxamina. 
Le alterazioni di questo/i fattore/i sono causa di disfunzione endoteliale e si sviluppano con l'invecchiamento.
Oltre a metaboliti della 15-LO, un certo numero di altre sostanze chimiche sono state identificate e proposte come EDHF.
Fisiologicamente l'azione dell'EDHF sembra avere un ruolo importante nella perfusione degli organi, nella resistenza vascolare periferica e nella pressione sanguigna, in particolare quando i meccanismi NO dipendenti sono alterati o compromessi.  Inoltre, a seconda del tipo di disturbi cardiovascolari le risposte allo/agli EDHF possono contribuire a/o compensare le anomalie endoteliali associate alla patogenesi di alcune malattie. È ampiamente accettato EDHF gioca un ruolo importante soprattutto nella vasotonicità del microcircolo, inoltre, il suo effetto varia a seconda della dimensione del vaso.
L'EDHF, o meglio gli EDHF, sono diversi e svolgono azioni diverse a seconda del letto vascolare cui si trovano; essi sono sia inducibili che costitutivi. Inoltre, la regolazione della sua espressione è dovuta a meccanismi trascrizionali, traduzionali, ed epigenetici.

### Testi
- Douglas P. Zipes, Libby Peter, Robert O. Bonow, Eugene Braunwald, Malattie del cuore di Braunwald, Elsevier srl, 15 giugno 2007,  pp. 1108–, ISBN 978-88-214-3213-2.
- Michel Feletou e Paul Vanhoutte, EDHF: The Complete Story, Taylor & Francis, 2 novembre 2005, ISBN 978-0-415-33292-7.
- Michel Feletou, The Endothelium: EDHF-Mediated Responses "The Classical Pathway", Morgan & Claypool Publishers, 2011, ISBN 978-1-61504-337-8.
- Shauna M. Dauphinee e Aly. Karsan, Endothelial Dysfunction and Inflammation, Springer, 1º gennaio 2010,  pp. 107–, ISBN 978-3-0346-0168-9.
- David Abraham (Ph. D.), Advances in Vascular Medicine, Springer, 2010,  pp. 193–, ISBN 978-1-84882-637-3.
- Toby L. Simon, Edward L. Snyder, Christopher P. Stowell, Ronald G. Strauss, Bjarte G. Solheim, Marian Petrides, Rossi's Principles of Transfusion Medicine, John Wiley & Sons, 23 settembre 2011,  pp. 2–, ISBN 978-1-4443-5886-5.
- Christopher D. Byrne e Sarah H. Wild, The Metabolic Syndrome, John Wiley & Sons, 8 agosto 2011,  pp. 51–, ISBN 978-1-4443-4730-2.

### Riviste
- J. Quilley, D. Fulton; JC. McGiff, Hyperpolarizing factors., in Biochem Pharmacol, vol. 54, n. 10, novembre 1997,  pp. 1059-70, PMID 9464448.
- HA. Coleman, M. Tare; HC. Parkington, K+ currents underlying the action of endothelium-derived hyperpolarizing factor in guinea-pig, rat and human blood vessels., in J Physiol, vol. 531, Pt 2, marzo 2001,  pp. 359-73, PMID 11230509.
- CR. Triggle, SM. Samuel; S. Ravishankar; I. Marei; G. Arunachalam; H. Ding, The endothelium: influencing vascular smooth muscle in many ways., in Can J Physiol Pharmacol, vol. 90, n. 6, giugno 2012,  pp. 713-38, DOI:10.1139/y2012-073, PMID 22625870.
- AH. Weston, I. Egner; Y. Dong; EL. Porter; AM. Heagerty; G. Edwards, Stimulated release of a hyperpolarizing factor (ADHF) from mesenteric artery perivascular adipose tissue; involvement of myocyte BKCa channels and adiponectin., in Br J Pharmacol, marzo 2013, DOI:10.1111/bph.12157, PMID 23488724.